# 碘化锂
碘化锂（化学式：LiI）是锂的碘化物，为易潮解的白色晶体，露置于空气时易被氧化为碘而发黄。硝酸、硫酸或盐酸也可以将碘化锂溶液氧化出碘。它易溶于水，可以从水溶液中析出多种水合物。无水物会和碘继续反应生成LiIn多碘化物，也可以和氯气反应生成混合卤化物。
工业上和实验室中制备碘化锂都是将碳酸锂或氢氧化锂水合物溶解在新制的氢碘酸中，然后蒸发浓缩溶液得到晶体。也可以利用碘化铵与锂在液氨中的反应得到碘化锂，其他产物是氨和氢气。
2Li + 2NH4I → 2LiI + 2NH3 + H2
纯化碘化锂时，可以将水合物于真空加热干燥脱水、升华，也可以将水合物放在碘化氢气氛中干燥，加热至熔融并通入氢气，以除去碘化氢遗留下的碘。
碘化锂用作高温和长寿命电池中的电解质，也用于烃类的催化脱氢反应中。